# Gerichte in der Freien Stadt Danzig
Die Gerichte in der Freien Stadt Danzig orientierten sich an der Tradition des deutschen Reichsgerichtsverfassungsgesetzes, wiesen aber durch die Kleinteiligkeit der Freien Stadt Danzig Besonderheiten auf.
Danzig war im Deutschen Kaiserreich Sitz des Landgerichtes Danzig. Diesem war das Oberlandesgericht Marienwerder übergeordnet. Darunter waren neun Amtsgerichte angesiedelt.
Als Folge des Friedensvertrages von Versailles wurde Danzig als „Freie Stadt“ aus dem Reichsverband ausgegliedert. Der größte Teil des Umlandes wurde Polen zugeschlagen. Diese Neuordnung nahm weder auf bestehende Kreisgrenzen noch auf die jeweiligen Gerichtsbezirke Rücksicht. Aus den Restkreisen des Danziger Umlandes wurden zwei Stadt- und drei Landkreise errichtet. In dem Gebiet des Landgerichtsbezirks, der zur Freien Stadt Danzig gehörte, wurden vier Amtsgerichtsbezirke gebildet. Da alle Amtsgerichtssitze (außer Danzig selbst) polnisch geworden waren, wurden neue Amtsgerichtssitze ausgewählt.
- Amtsgericht Danzig in Danzig
- Amtsgericht Zoppot in Zoppot
- Amtsgericht Tiegenhof in Tiegenhof
- Amtsgericht Neuteich in Neuteich

Das Landgericht Danzig selbst bestand weiter, wurde in seinem Gerichtsbezirk jedoch auf das Gebiet der Freien Stadt Danzig begrenzt.
Als höchstes Gericht wurde das Danziger Obergericht ins Leben gerufen. Es hatte sowohl die Funktion des Reichsgerichts als höchstes Gericht als auch die eines Oberlandesgerichtes. Es bestand daher in Landgerichtsangelegenheiten nur ein zweistufiger Instanzenzug.
Die Richter wurden gemäß Artikel 64 der Verfassung der Freien Stadt Danzig von einem Richterwahlausschuss des Volkstags gewählt.
Am 9. April 1920 wurde ein „vorläufiges Oberverwaltungsgericht“ für die Freie Stadt Danzig eingerichtet. Dieses arbeitete nach den bisherigen Bestimmungen der preußischen Verwaltungsgerichtsbarkeit und war sowohl Beschlussbehörde als auch obere Instanz in Verwaltungsverfahren. Mit Rechtsverordnung vom 7. Januar 1927 wurde ein Verwaltungsgericht Danzig geschaffen. Dessen hauptamtliche Mitglieder wurden durch den Senat bestellt, die ehrenamtlichen Mitglieder durch die Stadtbürgerschaft in Danzig, die Stadtverordnetenversammlung und den Kreisausschuss gewählt. Am 9. August 1935 wurde die selbstständige Verwaltungsgerichtsbarkeit eingestellt und die Verwaltungssachen dem Landgericht Danzig übertragen, wo eine Kammer für Verwaltungsangelegenheiten gebildet wurde. Die Aufgaben des Oberverwaltungsgerichtes übernahm das Obergericht, wo ein Senat für Verwaltungsangelegenheiten gebildet wurde. Mit Rechtsverordnung vom 8. Juni 1939 wurde zum 15. Juli 1939 erneut ein Landesverwaltungsgericht gebildet. Aufgrund des Anschlusses der Freien Stadt Danzig an das Reich hatte diese Maßnahme keine Bedeutung mehr.
Weitere Institutionen mit Gerichtscharakter waren das Disziplinargericht für Richter, das Disziplinargericht für nichtrichterliche Beamte, das Seeamt, das Oberseeamt und das Wuchergericht.
Am Landgericht Danzig wurde 1929 das Landesarbeitsgericht Danzig gebildet. Ihm nachgeordnet war das Arbeitsgericht Danzig, welches für die ganze Freie Stadt Danzig zuständig war.
Mit der Dritten Verordnung betreffend Vereinfachungen und Ersparnisse in der Rechtspflege vom 3. Juli 1935 wurde das Amtsgericht Zoppot aufgehoben und sein Sprengel dem Amtsgericht Danzig zugelegt. Auch das Amtsgericht Neuteich wurde aufgehoben, sein Sprengel kam zum Amtsgericht Tiegenhof.
Nach dem Überfall auf Polen endete 1939 die Staatlichkeit der Freien Stadt Danzig. Das Danziger Obergericht wurde in das Oberlandesgericht Danzig umgewandelt, der Bezirk des Landgerichtes Danzig auf elf Amtsgerichte erweitert.